# Малый Шуган
 Малый Шуган  — поселок в Альметьевском районе Татарстана. Входит в состав Новоникольского сельского поселения.

## География
Находится в юго-восточной части Татарстана на расстоянии приблизительно 7 км по прямой на север от районного центра города Альметьевск.

## История
Основан в 1920-х годах.

## Население
Постоянных жителей было: в 1926—104, в 1938 — 94, в 1949 — 76, в 1958 — 50, в 1970—186, в 1979—107, в 1989 — 36, в 2002 — 13 (русские 100 %), 4 в 2010.